# Lidia Drăgănescu
Lidia Drăgănescu (n. Butnărașu; n. 24 octombrie 1967, Chetriș, România) este o fostă mare handbalistă care a jucat pentru echipa națională a României pe postul de intermediar stânga.

## Biografie

### Cariera de club
Lidia Drăgănescu a fost descoperită de profesorul de sport Marcel Păunică de la școala din Gioseni, unde învăța fosta handbalistă. La recomandarea acestuia, Drăgănescu a fost legitimată, în 1982, la Clubul Sportiv Școlar Bacău, unde a fost pregătită de profesorul Eugen Cucu.
În 1985, după ce a câștigat campionatul de junioare cu CSȘ Bacău, ea s-a mutat la echipa de senioare CS Știința Bacău, antrenată la acea vreme de Eugen Bartha. La Știința, Drăgănescu le-a avut colege, printre altele, pe Gabriela Antoneanu, Elena Ciubotaru, Filofteia Danilof, Eva Darvaș, Laura Lupușor, Mariana Oacă sau Ioana Vasîlca. Alături de Știința Bacău, Lidia Drăgănescu a câștigat trei titluri naționale și două Cupe ale României. În 1986, Știința Bacău a ajuns în finala Cupei Campionilor EHF, iar în 1989, Lidia Drăgănescu și coechipierele ei au câștigat Cupa Cupelor EHF.
În 1992, Lidia Drăgănescu s-a transferat la noul pol al handbalului feminin românesc, Chimistul Râmnicu Vâlcea, echipă cu care a câștigat două titluri naționale și două cupe ale României. Drăgănescu a luat o pauză temporară în sezonul competițional 1994-1995 și, în ianuarie 1995, ea a născut un băiat pe nume Lucian Alexandru.
În august 1995, Drăgănescu a semnat un contract cu echipa germană BvB 09 Dortmund, la care a jucat până în 1998 și alături de care a câștigat, în 1997, Cupa Germaniei. În sezonul 1997-1998, Lidia Drăgănescu a ajuns cu Borussia în semifinalele Cupei Cupelor EHF.
În sezonul 1998-1999, Lidia Drăgănescu a jucat la echipa nemțeană Fibrexnylon Săvinești, iar în 1999 s-a transferat în Italia, la clubul EOS Siracusa. Alături de acesta, ea a câștigat Campionatul Italiei, în anul 2000.

### Echipa națională
Lidia Drăgănescu a fost convocată pentru prima dată în 1984 la echipa națională de junioare a României, pentru care a jucat în 19 meciuri și a înscris 61 de goluri. La echipa națională de senioare ea a jucat în 206 meciuri și a înscris 658 de goluri.
Lidia Drăgănescu a fost componentă a selecționatelor României care au participat la Campionatele Mondiale din 1993 și 1995, precum și la Campionatul European din 1996. De asemenea, ea a făcut parte din naționala României care s-a clasat pe locul șapte la Jocurile Olimpice de vară din 2000.

### Viața particulară
Lidia Drăgănescu este căsătorită cu Sorin Livadaru. Din anul 2002, sunt amândoi stabiliți în Spania, la San Sebastián.
Lucia Butnărașu (n. 19.05.1971), sora Lidiei Drăgănescu-Butnărașu, este și ea o fostă mare handbalistă, componentă a naționalei României la Campionatul Mondial din 1986. Ca și Lidia Drăgănescu, Lucia Butnărașu a jucat la CSȘ Bacău, CS Știința Bacău, Chimistul Râmnicu Vâlcea și la echipe din Italia.

## Palmares
- Cupa Campionilor EHF:
  - Finalistă: 1986
  - Semifinalistă: 1987
- Cupa Cupelor EHF:
  -  Câștigătoare: 1989
  - Semifinalistă: 1993, 1998
- Campionatul României:
  - Câștigătoare: 1986, 1987, 1992, 1993, 1994
  - Locul al doilea: 1988, 1990, 1991
- Cupa României:
  -  Câștigătoare: 1986, 1989, 1993, 1994
- Cupa Germaniei:
  -  Câștigătoare: 1997
- Campionatul Italiei:
  - Câștigătoare: 2000
- Campionatul de junioare al României:
  - Câștigătoare: 1985

## Distincții
În octombrie 2010, cu ocazia competiției „Trofeul Carpați”, Federația Română de Handbal a programat o ceremonie dedicată fostelor componente ale echipei naționale care au atins minimum o sută de selecții. Cu această ocazie, Lidiei Drăgănescu i s-au înmânat o plachetă și o diplomă de excelență care îi conferă titlul de membru de onoare al FRH.